# Purpuricenus dalmatinus
Purpuricenus dalmatinus är en skalbaggsart som beskrevs av Sturm 1843. Purpuricenus dalmatinus ingår i släktet Purpuricenus och familjen långhorningar. Inga underarter finns listade i Catalogue of Life.